# El Porvenir (distrito de Chincheros)
O Distrito peruano de El Porvenir é um dos oito distritos que formam a Província de Chincheros, situada no Apurímac, pertencente a Região Apurímac, Peru.

## Transporte
O distrito de El Porvenir não é servido pelo sistema de estradas terrestres do Peru.